# Oskar Wegener
Oskar Richard Wegener (* 18. November 1877 in Breslau; † 29. Mai 1962 in Eisenhüttenstadt) war ein deutscher Politiker (SPD/SED). Er war Oberbürgermeister von Frankfurt (Oder).

## Leben
Wegeners Eltern waren der Sattler Wilhelm Wegener und Agnes Wegener geb. Behrendt. Er besuchte die Volksschule in Breslau und absolvierte eine Lehre zum Steinmetz. Seinen erlernten Beruf übte er bis 1909 aus. Wegener heiratete am 24. August 1901 in Kassel die Schneiderin Elise Wilhelmine Eichenberg. 1902 wurde er in Kassel Mitglied der SPD. 1907 absolvierte er die Zentrale Parteischule der SPD in Berlin. Zwischen 1909 und 1913 wirkte er als Arbeitersekretär in Hildesheim und war Vorstandsmitglied der SPD-Wahlkreisorganisation Hannover 10. IM Jahr 1914 wurde er Geschäftsführer der Gesellschaft Gast- und Gewerkschaftshaus in Frankfurt (Oder). Von 1914 bis 1918 leistete er Kriegsdienst. Im November 1918 wurde er zum Vorsitzenden des Arbeiter- und Soldatenrates in Fürstenwalde gewählt und war im Dezember 1918 Delegierter des Ersten Rätekongresses in Berlin.
Von 1914 bis 1933 war er Vorsitzender des SPD-Unterbezirkes Frankfurt (Oder)/Lebus. Von 1919 bis 1933 war er als Stadtverordneter in Frankfurt (Oder) auch Vorsitzender der SPD-Fraktion. Er gehörte zudem von 1919 bis 1933 dem SPD-Bezirksvorstand Brandenburg an. Ab 1931 gehörte er dem Provinziallandtag und dem Provinzialausschuss Brandenburgs an und von 1932 bis 1933 dem Preußischen Landtag. 1926 gründete er die Gemeinnützige Wohnungsbaugenossenschaft GmbH (Gewoba) in Frankfurt (Oder), der er als Geschäftsführer bis 1933 vorstand.
Nach der „Machtergreifung“ der Nationalsozialisten wurde Wegener im Juni 1933 verhaftet und im Zuchthaus Sonnenburg, dem späteren KZ Sonnenburg inhaftiert. 1935 und im August 1944 wurde er erneut verhaftet. Nach seiner Verhaftung 1944 wurde er ins Arbeitserziehungslager Oderblick bei Schwetig verbracht, aus dem er durch Fürsprache aus dem Reservelazarett 101 Frankfurt (Oder), wo er seit 1939 dienstverpflichtet war, wieder freikam.

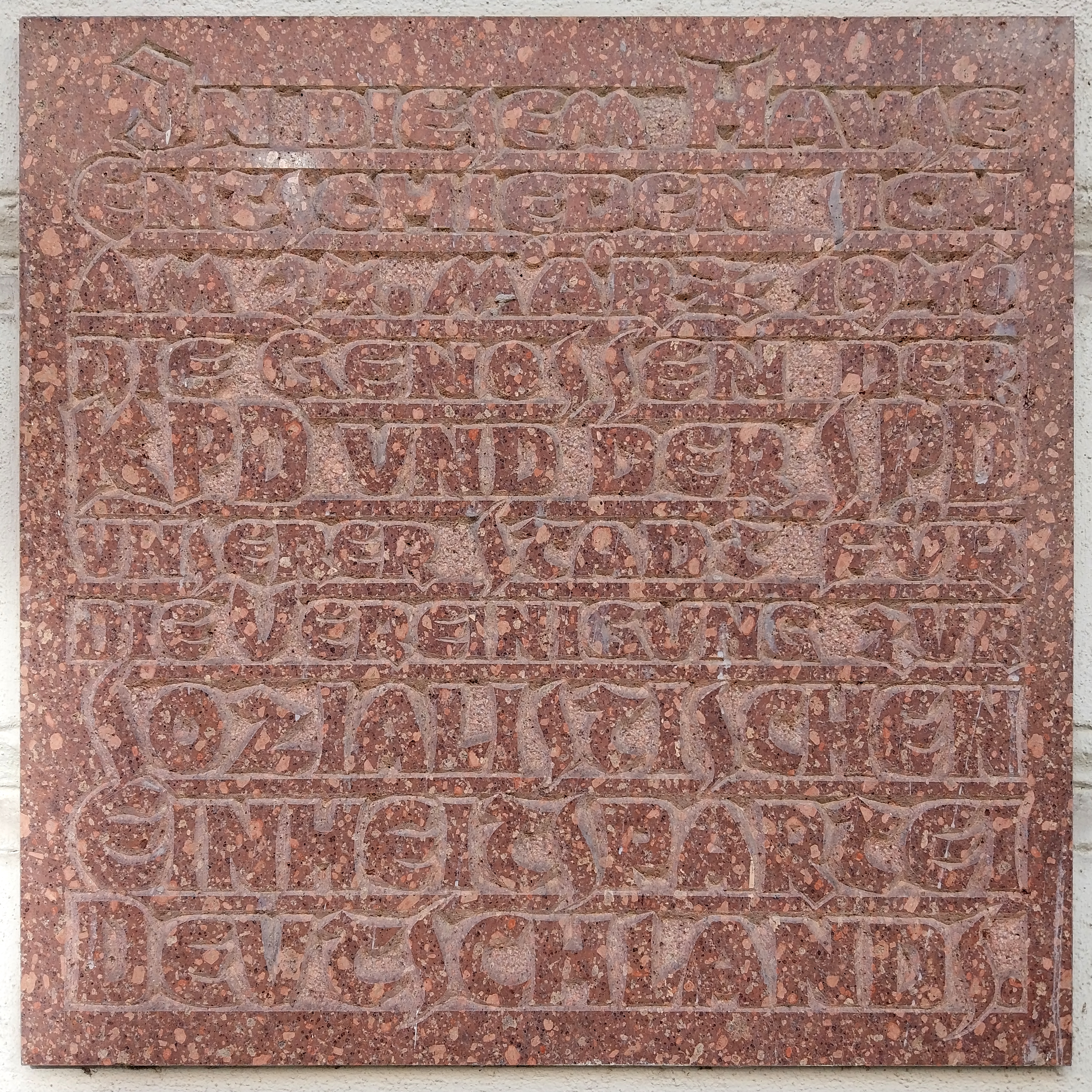
Gedenktafel Vereinigung KPD und SPD zu SED am Logenhaus in Frankfurt (Oder)

Wegener kehrte am 20. Mai 1945 nach Frankfurt (Oder) zurück, das am 27. April 1945 von der Roten Armee eingenommen worden war. Er wurde von Oberbürgermeister Ernst Ruge, der von der Roten Armee eingesetzt worden war, mit dem Aufbau der Bezirksbürgermeisterei I (Gertraudenplatz) betraut. Ab dem 5. September 1945 übernahm Wegener als Stadtrat die Leitung des Stadtbauamtes. Von 1945 bis April 1946 war er Vorsitzender der SPD in Frankfurt (Oder). Auf einer Veranstaltung im Logenhaus reichte er am 24. März 1946 Julius Töpfer, dem Vorsitzenden der KPD in Frankfurt (Oder) symbolisch die Hand, nachdem die Zwangsvereinigung von SPD und KPD zur SED wie überall in der Sowjetischen Besatzungszone auf lokaler Ebene beschlossen worden war. Wegener war Delegierter des Vereinigungsparteitages der SPD und der KPD am 21./22. April 1946 in Berlin. Er wurde dort in den Parteivorstand der SED gewählt, dem er bis September 1947 angehörte. Von 1948 bis Mai 1949 war er Mitglied des Volksrates.
Als Ernst Ruge Ende August 1946 vom Amt des Oberbürgermeisters zurücktrat, übernahm Wegener die Aufgabe. Anderthalb Monate später, am 15. September 1946, fanden in der Sowjetischen Besatzungszone Kommunalwahlen statt. Wegener trat als Spitzenkandidat der SED an. Von den bei dieser Wahl gültigen 28.492 Stimmen errang die zuvor aus der KPD und SPD gebildete SED 15.124 Stimmen, die CDU 4.493, LDP 8.665 und der Kommunale Frauenausschuss 210 Stimmen. Die Stadtverordnetenversammlung der Stadt Frankfurt (Oder) wählte ihn am 30. Oktober 1946 mit 48 Ja-Stimmen und einer Enthaltung zum Oberbürgermeister.
In seiner Amtszeit wurde über die Neugestaltung des zerstörten Stadtzentrums entschieden. Die Verordnung über den Wiederaufbau der Stadt  vom 18. März 1947 und eine ausgeschriebener Wettbewerb, dessen prämierter Entwurf vorsah, dass im Zentrum nur noch moderne Bauten entstehen sollten und deshalb von der Stadt kritisiert wurde, blieben ohne Folgen. Des Weiteren wurde der Stadtkreis Frankfurt (Oder) verkleinert. Lossow (das später wieder eingegliedert wurde), Brieskow-Finkenheerd, Ober- und Unterlindow, Weißenspring und Schlaubehammer kamen zum Kreis Lebus. Der Stadtkreis bildete sich nach einem 1947 erlassenen Gesetz des Landtages unter der Eingemeindung der verbleibenden Dörfer Kliestow, Rosengarten, Lichtenberg, Markendorf und Güldendorf.
Im Zusammenhang mit der Anfeindung des Wirtschafts-Stadtrates Schlüter sowie der Verhaftung des Geschäftsführers der Frankfurter Elektrizitätswerke (F.E.W.) Karl-Heinz Boehmer – beide wandten sich gegen die faktische Verstaatlichung der kommunalen Betriebe – legte Wegener zum 31. Dezember 1948 seine Ämter nieder. Nach seinem Ausscheiden aus dem Rat der Stadt lebte Wegener als Arbeiterveteran noch einige Jahre in Frankfurt und zog dann nach Eisenhüttenstadt, wo er starb.

## Ehrungen und Auszeichnungen
- Vaterländischer Verdienstorden in Silber (1957)[3]
- In Frankfurt (Oder) trägt eine Straße seinen Namen.